# David Wilms

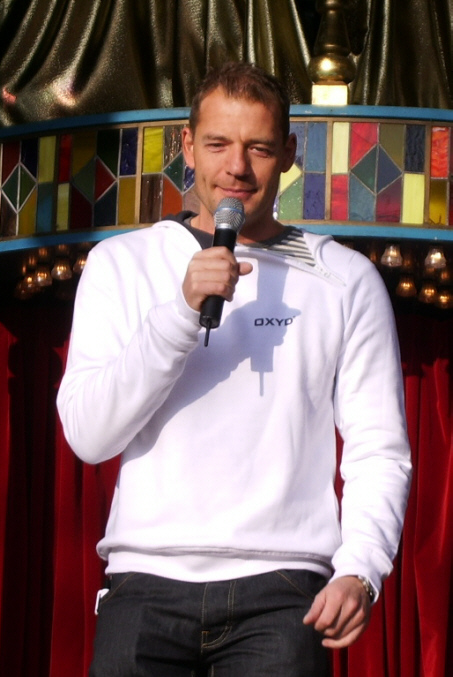
David Wilms beim Toggo-Spaßtag 2006 im Hansa-Park

David Wilms (* 10. Oktober 1963 in Fröndenberg/Ruhr, Westfalen) ist ein deutscher Fernsehmoderator. Er moderierte bis 2009 Sendungen auf Super RTL, darunter von 1999 bis 2005 den Super Toy Club und die inzwischen abgesetzte Quiz-Sendung Q-Boot – Das Quiz. Er war einer der Stammmoderatoren von Super RTL und moderierte auch die Sendungen Deutschland sucht den Superstar – Das Magazin und Toggo Tour.

## Leben
Von 1991 bis 1993 moderierte er, selbst homosexuell, im Berliner Lokalsender FAB das schwule Magazin Andersrum.
Von 1996 bis 1998 stellte er in der TV-Serie Lindenstraße Theo Klages dar, der eine Homosexuellen-Hochzeit mit Carsten Flöter feiert, noch bevor die Homo-Ehe in Deutschland Gesetz wurde.
Wilms ist gelernter Pädagoge, arbeitete aber auch in unterschiedlichen anderen Berufen. Er ist sowohl überzeugter Vegetarier als auch Tierschützer. Er lebt heute in Köln, wo er bis Januar 2013 Geschäftsführer des Entertainmentunternehmens bigSmile war. Mit seinem Geschäftspartner Martin Reinl entwickelte er hauptsächlich Puppenformate im Muppet-Stil und Unterhaltungsformate für Kinder und Erwachsene.
Wilms arbeitete zunächst als Entertainment-Manager für Hapag-Lloyd-Kreuzfahrten und koordinierte die Shows und Auftritte der auf dem jeweiligen Kreuzfahrtschiff mitreisenden Künstler, bis er 2015 zum Kreuzfahrt-Direktor befördert wurde.

## Moderatorentätigkeiten
- Die Toggo 5 (Super RTL)
- Toggo Weihnachtsmarkt (Super RTL auf dem Kölner Weihnachtsmarkt)
- Q-Boot – Das Quiz (Super RTL, 2001–2004)
- Super Toy Club (Super RTL, 1999–2005)
- Deutschland sucht den Superstar – Das Magazin (dritte Staffel; Super RTL)
- Toggo Total (Super RTL; Kindersendung)
- Toggo-Spaßtag (Super RTL)
- Kreativ-Jugendwettbewerb der Banken in NRW
- Bravo Super Show (RTL; Warm Up)
- US-5-Fankonzert (Bravo TV)
- Toy Innovation Award (Spielwarenmesse Nürnberg)
- Schokoticket 2007 (Casting und Jury; Verkehrsverband Rhein-Ruhr)
- Toggo Tour 2007 (Super RTL, 25 Eventtage)
- Schau nicht weg – Live Open Air 2007 (VIVA, Pre-Show)
- Toggo Tour 2008 (Super RTL, Vertretung in Bielefeld am zweiten Tag für Florian Ambrosius)
- Toggo Tour 2009 (Super RTL, 6.–7. Juni 2009 in Leipzig)

## Produzententätigkeiten
- Haselhörnchen, Jammerlappen und Co. (Toggo TV, Super RTL)
- Peb und Pebber – Helden privat (Toggo TV, Super RTL)
- Haselhörnchen im Toggo-Adventskalender (Toggo TV, Super RTL)
- „Clara Siel“ in der Hella von Sinnen Show (Sat.1)
- „Die anspruchsvollen Rollen“, Zimmer frei (WDR)
- „Wiwaldi“, Zimmer frei (WDR)
- „Tuck“ (Fantasypride, Phantasialand, Brühl bei Köln)
- Formatentwicklungen für HR, WDR, Super RTL, Comedy Central
- Die Haselhörnchen-Show 2007, 5. Staffel, 24 Folgen in Toggo TV und 3 halbstündige Folgen
- Peb & Pebber – Helden Privat (Super RTL 2007, 2. Staffel, 15 Folgen)

## Schauspielertätigkeiten
- Gastrolle in den ersten Folgen der Daily Soap Unter uns (RTL, 1994) als Assistent von Regina Albrecht
- Gastrolle bei Gute Zeiten schlechte Zeiten (RTL, 1994 u.a Folge 533 als Herr Hofmeister)
- Musikvideo zu Hand in Hand von BeFour (2007)